# Gobierno mundial

Emblema de la Propuesta Asamblea Parlamentaria de las Naciones Unidas.

El término gobierno mundial  o gobierno global es la noción de una misma autoridad política común para toda la humanidad. 
En la actualidad no hay un poder ejecutivo, legislativo o judicial con jurisdicción sobre todo el planeta y elegido por los ciudadanos. Las Naciones Unidas están limitadas a un papel mayormente asesor y sus miembros no son elegidos directamente por los ciudadanos.
La idea de una autoridad política mundial ha sido propuesta en los últimos tiempos desde numerosos ámbitos. También se han puesto de relieve las críticas a esta hipotética autoridad. Desde la teoría del Estado se ha argumentado que dicha autoridad carecería de legitimidad debido a la inexistencia actualmente de una sociedad política a nivel mundial con fines colectivos universales. También se ha criticado la hipotética habilidad de una autoridad mundial para cumplir el fin primordial que muchos defensores le atribuyen: evitar las guerras. Según estos críticos, un gobierno mundial no evitaría las guerras. Estas seguirían existiendo en forma de guerras civiles, aún peores que las guerras entre Estados al no reconocer el mismo estatus a las partes contendientes y considerar criminal al bando que lucha contra el poder establecido.

## Historia
La idea y aspiración del gobierno mundial se conoce desde los albores de la historia. Los reyes egipcios de la Edad de Bronce pretendían gobernar Todo lo que rodea el sol, los reyes mesopotámicos Todo desde el amanecer hasta el atardecer, y los antiguos emperadores chinos y japoneses "Todo bajo el cielo". Estas cuatro civilizaciones desarrollaron culturas impresionantes de Gran Unidad, o Da Yitong, como lo expresaron los chinos. En 113 a. C., la dinastía Han en China erigió un Altar de la Gran Unidad.
Polibio dijo que el logro romano de imponer un gobierno sobre el mundo mediterráneo fue un logro "maravilloso", y que la tarea principal de los historiadores futuros será explicar cómo se hizo esto.
Padre temprano del derecho internacional, el filósofo español Francisco de Vitoria es considerado el fundador de la filosofía política global. De Vitoria concibió la res publica totius orbis, o la república del mundo entero. Esto se produjo en un momento en que la Universidad de Salamanca estaba inmersa en un pensamiento sin precedentes sobre los derechos humanos, el derecho internacional y la economía temprana, basado en las experiencias del Imperio español.
En 1806, cuando Napoleón aplastó a Prusia en la Batalla de Jena, Johann Gottlieb Fichte en Características de la época actual describió lo que percibió como una tendencia histórica muy profunda y dominante:

Hay una tendencia necesaria en todo Estado cultivado a extenderse en general ... Tal es el caso de la Historia Antigua ... A medida que los Estados se fortalecen en sí mismos y desechan ese poder extranjero [papal], la tendencia hacia una Monarquía Universal sobre el Todo el mundo cristiano sale necesariamente a la luz ... Esta tendencia ... se ha manifestado sucesivamente en varios Estados que podrían pretender tal dominio, y desde la caída del Papado, se ha convertido en el único principio animador de nuestra Historia. .. Ya sea claramente o no, puede ser oscuro, sin embargo, esta tendencia se encuentra en la raíz de las empresas de muchos Estados en los tiempos modernos ... Aunque ninguna Época individual puede haber contemplado este propósito, sin embargo, es este el espíritu que atraviesa todas estas Épocas individuales, e invisiblemente las insta a seguir adelante.

### Sociedades supranacionales
La Sociedad de Naciones fue una organización intergubernamental fundada como resultado del Tratado de Versalles en 1919-1920. En su tamaño más grande desde el 28 de septiembre de 1934 hasta el 23 de febrero de 1935, tenía 58 miembros. Los objetivos de la Liga incluían la defensa de los derechos del hombre, como los derechos de los no blancos, las mujeres y los soldados; el desarme, la prevención de la guerra mediante la seguridad colectiva, la resolución de disputas entre países mediante la negociación, la diplomacia y la mejora de la calidad de vida mundial. La filosofía diplomática detrás de la Liga representó un cambio fundamental en el pensamiento de los cien años precedentes. La Liga carecía de su propia fuerza armada y, por tanto, dependía de las Grandes Potencias para hacer cumplir sus resoluciones y sanciones económicas y proporcionar un ejército, cuando fuera necesario. Sin embargo, estos poderes se mostraron reacios a hacerlo. Al carecer de muchos de los elementos clave necesarios para mantener la paz mundial, la Liga no pudo evitar la Segunda Guerra Mundial. Hitler retiró a Alemania de la Sociedad de Naciones una vez que planeó apoderarse de Europa. El resto de los poderes del Eje pronto lo siguieron. Habiendo fallado en su objetivo principal, la Liga de Naciones se vino abajo. La Sociedad de Naciones estuvo integrada por la Asamblea, el Consejo y la Secretaría Permanente. Debajo de estos había muchas agencias. La Asamblea fue donde se reunieron los delegados de todos los estados miembros. A cada país se le permitió tres representantes y un voto.
La Segunda Guerra Mundial (1939-1945) resultó en una escala sin precedentes de destrucción de vidas (más de 60 millones de muertos, la mayoría de ellos civiles) y el uso de armas de destrucción masiva. Algunos de los actos cometidos contra civiles durante la guerra fueron de una escala tan masiva de salvajismo que llegaron a ser considerados en general como crímenes de lesa humanidad. A medida que se acercaba el final de la guerra, muchas voces conmocionadas pidieron el establecimiento de instituciones capaces de prevenir permanentemente conflictos internacionales mortales. Esto condujo a la fundación de las Naciones Unidas en 1945, que adoptó la Declaración Universal de Derechos Humanos en 1948. Sin embargo, muchos sintieron que la ONU, esencialmente un foro de discusión y coordinación entre gobiernos soberanos, no estaba suficientemente empoderada para la tarea. Varias personas prominentes, como Albert Einstein, Winston Churchill, Bertrand Russell y Mahatma Gandhi, hicieron un llamado a los gobiernos para que avancen más y tomen pasos graduales hacia la formación de un gobierno mundial federal eficaz. El principal objetivo de las Naciones Unidas es trabajar en el derecho internacional, la seguridad internacional, el desarrollo económico, los derechos humanos, el progreso social y, finalmente, la paz mundial. Las Naciones Unidas reemplazaron a la Sociedad de Naciones en 1945, después de la Segunda Guerra Mundial. Casi todos los países reconocidos internacionalmente están en las Naciones Unidas; ya que contiene 193 estados miembros del total de 196 naciones del mundo. Las Naciones Unidas se reúnen periódicamente para resolver grandes problemas en todo el mundo. Hay seis idiomas oficiales: árabe, chino, español, francés, inglés y ruso. Las Naciones Unidas también están financiadas por algunas de las naciones más ricas. La bandera muestra la Tierra a partir de un mapa que muestra todos los continentes poblados. Una Asamblea Parlamentaria de las Naciones Unidas (APNU) es una adición propuesta al sistema de las Naciones Unidas que permitiría la participación de los legisladores de los países miembros y, finalmente, la elección directa de los miembros del parlamento de las Naciones Unidas (ONU) por parte de ciudadanos de todo el mundo. La idea de un parlamento mundial se planteó en la fundación de la Sociedad de Naciones en la década de 1920 y nuevamente después del final de la Segunda Guerra Mundial en 1945, pero permaneció inactiva durante la Guerra Fría.

## Ciencia ficción
La idea de un gobierno mundial es a menudo explorada en la ciencia ficción, como un tema central o como un tema de trasfondo.
Asimismo también forma parte de varias teorías de conspiración y de grupos religiosos de corte apocalíptico, de igual manera que sucede en relación con el poder en los gobiernos nacionales.

### Star Trek
En el universo ficticio de Star Trek, creado por Gene Rodenberry, la Tierra del siglo XXII está comandada directamente por la Federación Unida de Planetas, una alianza de más de 150 gobiernos planetarios cuya sede se ubica en la Tierra, supervisada por un consejo de los planetas miembros y dirigida por un presidente. La franquicia muestra un futuro positivo para la humanidad, Matthew Yglesias considera que parte del mensaje es el de participar como sociedad en el proyecto progresivo de construir una sociedad utópica, mostrando una tripulación con diversidad etnica y colaborativa, con el propósito de "Explorar extraños nuevos mundos, buscar nuevas formas de vida y nuevas civilizaciones". Además existe una utopía tecnológica donde no hay necesidades de dinero, las personas trabajan por gusto gracias a los replicadores que pueden replicar, comida, ropa y cualquier otra necesidad, los conflictos de la sociedad son principalmente externos y resueltos por la Flota Estelar con misiones humanitarias y diplomáticas. No obstante, este modelo utópico es cuestionado por Paul Krugman basándose en que un 30% de las necesidades humanas son los bienes obtenibles y el otro 70% en los servicios los cuales no pueden suplir los replicadores, por lo tanto afirma que alguien debe trabajar y se desconoce si toda la población es feliz bajo un modelo de meritocracia.